# Dampierre-lès-Conflans
Dampierre-lès-Conflans település Franciaországban, Haute-Saône megyében. Lakosainak száma 258 fő (2022. január 1.). Dampierre-lès-Conflans Jasney, Bourguignon-lès-Conflans, Conflans-sur-Lanterne, Bassigney, Anchenoncourt-et-Chazel, Melincourt, Plainemont és Saint-Rémy-en-Comté községekkel határos.

## Népesség
A település népességének változása:
| Lakosok száma | 276  | 273  | 275  | 260  | 254  | 250  | 246  | 252  | 258  |
|               | 2013 | 2015 | 2016 | 2017 | 2018 | 2019 | 2020 | 2021 | 2022 |